# Guldramssläktet
Guldramssläktet (Uvularia) är ett släkte i tidlösefamiljen och beskrevs av Linné i hans Species Plantarum (1753). Idag är släktet begränsat till fem arter i östra Nordamerika, varav guldrams (Uvularia grandiflora Sm., även kallad sorgklocka) kan odlas i Sverige i alla fall upp till norrlandsgränsen.
Arter enligt Catalogue of Life:
- Uvularia floridana
- Uvularia grandiflora
- Uvularia perfoliata
- Uvularia puberula
- Uvularia sessilifolia